# Aytaç Şaşmaz

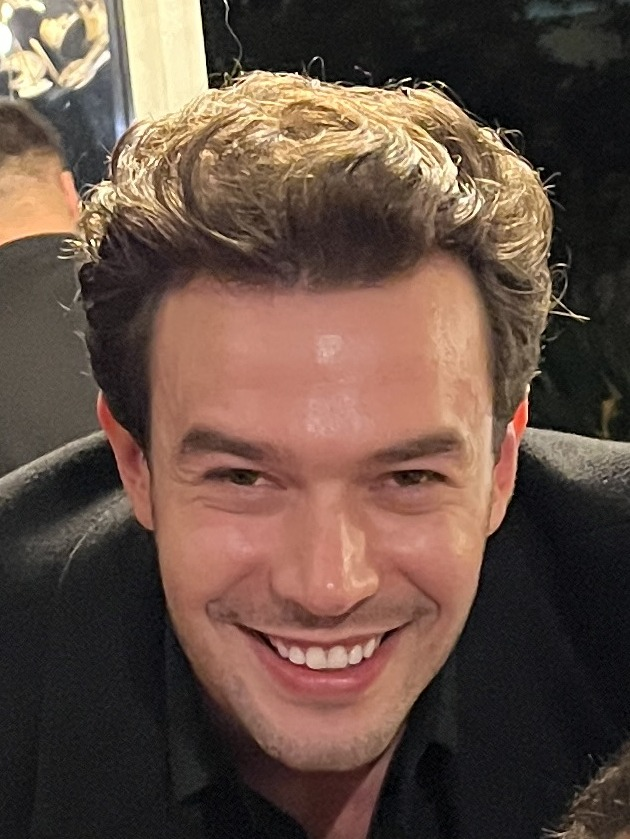
Aytaç Şaşmaz, 2023

Aytaç Şaşmaz (* 4. August 1998 in Manisa) ist ein türkischer Schauspieler.

## Leben und Karriere
Şaşmaz wurde am 4. August 1998 in Manisa geboren. Sein Bruder İsmail Ege Şaşmaz ist ebenfalls Schauspieler. Sein Debüt gab er 2017 in dem Kinofilm Kötü Çocuk. Im selben Jahr spielte er in der Fernsehserie Söz mit. 2018 wurde er für den Film Aşk Tesadüfleri Sever 2 gecastet. Seinen Durchbruch hatte er 2019 in Hekimoğlu. 2021 bekam Şaşmaz seine erste Hauptrolle in Baht Oyunu. Seit 2022 spielt er in der Serie Darmaduman mit.

## Filmografie
Filme
- 2017: Kötü Çocuk
- 2018: Aşk Tesadüfleri Sever 2

Serien
- 2017–2019: Söz
- 2019–2021: Hekimoğlu
- 2021: Baht Oyunu
- seit 2022: Darmaduman

## Diskografie

### Singles
- 2020: „Barındığım Hikaye“
- 2022: „Vazgeçme“